# U Thant
U Thant (Pantanaw, 22. siječnja 1909. – Irrawaddy-Division, 25. studenoga 1974.), političar je iz Burme (danas Mjanmara), glavni tajnik Ujedinjenih naroda od 1961. do 1971.
Često je nazivan i U Thant Sithu, gdje je imenu pridodana počasna titula, zahvaljujući odlikovanju burmanske vlade. 
Rođen je u Pantanawu, gdje je završio i osnovnu i srednju školu. Potom je studirao povijest na sveučilištu u Rangoonu, nakon čega se vraća u Pantanaw, te ondje radi kao profesor i ravnatelj škole. Objavljivao je članke u novinama i časopisima i bavio se prevoditeljskim poslom. 1948. postaje direktor za medije u burmanskoj vladi, a od 1951. do 1957. tajnik je burmanskoga premijera. Bio je tajnik prvoga Afričko-azijskog sastanka na vrhu 1955. koji je doveo do nastanka Pokreta nesvrstanih. 1957. postaje veleposlanik Burme u Ujedinjenim narodima. 
Glavni tajnik Ujedinjenih naroda bio je kroz dva mandata.
3. studenoga 1961. jednoglasno je izabran za glavnog tajnika Ujedinjenih naroda. Među zaslugama, pripisuje mu se važna uloga u okončanju kubanske raketne krize i smirivanju građanskog rata u Kongu. 2. prosinca 1966. imenovan je glavnim tajnikom u drugom mandatu, a 31. prosinca 1971. otišao je u mirovinu.